# قلعه سرخ (بخش مرکزی تربت جام)
قلعه سرخ یک روستا در ایران است که در بخش مرکزی شهرستان تربت جام در استان خراسان رضوی واقع شده‌است.

## جمعیت
این روستا در دهستان جلگه موسی‌آباد قرار دارد و براساس سرشماری مرکز آمار ایران در سال ۱۳۸۵، جمعیت آن ۷۰ نفر (۱۵ خانوار) بوده‌است.